# Denys Prokopenko
Denys Hennadiyovych Prokopenko (en ucraniano, Дени́с Генна́дійович Прокопе́нко; 27 de junio de 1991), es un militar ucraniano con el rango de teniente coronel en la Guardia Nacional de Ucrania, y desde 2014 es comandante del Regimiento Azov.  Ha estado activo en las Fuerzas Armadas de Ucrania desde 2014, luchando tanto en la defensa de Ucrania durante la guerra del Donbás como en la invasión rusa de Ucrania de 2022.
En respuesta a la invasión rusa de 2022, Prokopenko comandó al Regimiento Azov durante el sitio de Mariúpol por las Fuerzas armadas rusas, quienes han asediado la ciudad desde la invasión del país el 24 de febrero. Recibió el título de Héroe de Ucrania el 19 de marzo de 2022 por el Gobierno de Zelenski por su participación en la batalla de Mariupol antes de su rendición ante las tropas rusas.
Prokopenko es también conocido como Redis, un antiguo apodo de aficionado al fútbol en sus tiempos de ultra del Dynamo de Kiev, que se convirtió en su distintivo de llamada militar. Se informa que sus subordinados se dirigen a él informalmente como "Hermano Redis" o "Camarada Redis". («Дру́же Ре́діс», “Drúže Rédis” ).

## Primeros años
Denys Prokopenko es de ascendencia étnica carelia. Su abuelo fue el único miembro de su familia en sobrevivir sirviendo en las Fuerzas de Defensa Finlandesas cuando la Unión Soviética invadió Finlandia en la Guerra de Invierno. Los finlandeses fueron capaces de repeler el Ejército Rojo de ocupar toda Finlandia, pero sólo después de incurrir un enorme coste humano, con aproximadamente 25.000 muertos y 44.000 heridos. Además, la guerra acabó en una paz amarga en la que Finlandia estuvo forzada a ceder gran parte de la Carelia a la Unión Soviética, constituyendo una pérdida de más de una décima parte del territorio finlandés; el ministro de asuntos exteriores Väinö Tanner resumió el sentimiento nacional: «la paz ha sido restaurada, pero qué clase de paz? De ahora en adelante nuestro país continuará viviendo como una nación mutilada».
El consiguiente desplazamiento de más de 400.000 finlandeses sobrevivientes de los territorios perdidos —dando solo diez días para evacuar con todas sus posesiones mundanas— llevó a preguntas profundamente arraigadas sobre el regreso de Carelia, especialmente entre los descendientes de los desplazados—a pesar de las duras reacciones a la pregunta del Kremlin. El gobierno ruso de Vladímir Putin ha avivado aún más el resentimiento con la represión política de historiadores como Yuri Dmítriev de investigar las atrocidades soviéticas en la antigua República Socialista Soviética Carelo-Finesa, incluidas las víctimas de la operación finlandesa de la NKVD y las deportaciones de los finlandeses ingrios. Entre las 64.000 víctimas estimadas enterradas en fosas comunes en Carelia por la NKVD de Iósif Stalin también hay cientos de ucranianos, en particular escritores, dramaturgos y científicos ucranianos. En consecuencia, el joven Prokopenko considera hoy su lucha para defender a Ucrania contra el Irredentismo de Moscú como un asunto familiar personal.

"Se siente como si continuara la misma guerra, solo que en otra sección del frente, una guerra contra el régimen de ocupación del Kremlin. Mi abuelo tenía un odio tan terrible hacia el comunismo, el bolchevismo, el Sovok… ¿Te imaginas lo que es perder a tu familia? Quiero decir, todos sus hermanos perecieron, sus parientes...".
Denys Prokopenko

Se graduó del Departamento de Filología germánica en la Universidad Nacional Lingüística de Kiev, donde ganó un grado con una especialidad en enseñar inglés. También juego deportes, y era uno de los entusiastas fanáticos del fútbol. (conocidos como “ultras”) del club de fútbol Dinamo de Kiev.

## Carrera militar
Desde 2014, ha participado en la guerra del Dombás, tomando el mando de un pelotón y una compañía en el Regimiento Azov en septiembre de 2017. En una entrevista en julio de 2016, Redis describió la mejora en las capacidades militares que supervisó en sus tropas: «Nuestra misión es construir un nuevo tipo de ejército. Aunque perdimos a muchos muchachos experimentados del equipo anterior, hemos crecido en cantidad y calidad. La disciplina y la eficiencia de combate han mejorado. Solíamos correr con heridas y tiros serrados; ahora tenemos oportunidades de trabajar con grupos de tanques tácticos, vehículos blindados, apoyo de artillería. Desarrollamos gradualmente nuestra doctrina de ciencia militar, comenzando con la práctica, no con la teoría. En el curso del entrenamiento y la lucha, los muchachos dominaron las tácticas y el dominio de las armas pequeñas. Se abrieron muchas posibilidades nuevas para nosotros: podemos operar de forma independiente en el frente, libres de otras subunidades que nos fallan constantemente en las operaciones de combate».
Durante las ceremonias del 24 de agosto que celebran el Día de la Independencia de Ucrania de 2019, en la avenida de Jreschátyk en Kiev, el capitán Denys Prokopenko fue condecorado con la Orden de Bohdán Jmelnitski por el presidente Volodímir Zelenski. Cuando recibió el honor, Prokopenko se negó a dignificar a Zelenski con un saludo militar, una muestra pública de desafío interpretada por algunos como una maniobra que registraba una protesta silenciosa contra un presidente del que sospechaba albergaba simpatías prorrusas.

### Invasión rusa de Ucrania de 2022
Tras la invasión rusa de Ucrania de 2022, Prokopenko grabó un mensaje de vídeo el 7 de marzo de 2022 en el que pedía cerrar los cielos encima de Ucrania para ayudar a evitar una crisis humanitaria en Mariúpol, afirmó, «el enemigo está violando las reglas de la guerra al bombardear a la población civil y destruir la infraestructura de la ciudad; el enemigo está sometiendo a Mariúpol a otro genocidio»
El 19 de marzo de 2022, el presidente Volodímir Zelenski otorgó el título de Héroe de Ucrania su participación en el sitio de Mariúpol junto al comandante de la 36.ª Brigada de Infantería de Marina, el teniente coronel Volodýmyr Baranyuk.
El 12 de abril de 2022, Prokopenko apareció nuevamente en los medios occidentales con la difusión de un mensaje de video donde denunció que las fuerzas rusas habrían arrojado armas químicas sobre Mariúpol en un supuesto ataque con un dron:

ayer los ocupantes utilizaron una sustancia venenosa de origen desconocido contra militares y civiles en Mariúpol. El epicentro del ataque no fue cerca de las personas, por lo que el contacto con la sustancia fue mínimo, lo que posiblemente salvó vidas, pero aún hay consecuencias. Actualmente es imposible averiguar qué sustancia envenenó a las personas, porque estamos bajo bloqueo total, y el sitio del ataque está bajo fuego de los rusos para ocultar evidencia de su crimen.» Independientemente del repentino enfoque internacional en el ataque químico.

A partir del 14 de abril de 2022, la cuenta oficial de Twitter del Regimiento Azov confirmó que Prokopenko había sido ascendido al rango de teniente coronel.
El 20 de mayo de 2022, tras combatir durante 86 días los ataques de las tropas rusas, el Regimiento Azov recibió la orden para que sus tropas, atrincheradas en la acería Azovstal de Mariúpol, depusieran las armas. Ese mismo día el ministro de Defensa de Rusia, Serguéi Shoigú, anunció el fin de la resistencia armada en la acería Azovstal, con la entrega de los últimos 531 combatientes ucranianos. Entre los últimos en rendirse se encuentran los líderes del batallón Azov, que Moscú considera «criminales de guerra».

### Prisionero de guerra
El 20 de mayo de 2022, se rindió a los militares rusos junto con los últimos defensores de la planta de Azovstal, luego de afirmar en un último mensaje de video en Telegram: "El alto mando militar ha dado la orden de salvar la vida de los soldados de nuestro guarnición y dejar de defender la ciudad. Dado que la Duma rusa está intentando actualmente clasificar a Azov como una organización terrorista, la cuestión de si Rusia considera a Prokopenko como un prisionero de guerra, permanece en duda. El 24 de mayo, su esposa Kateryna confirmó que estaba en cautiverio ruso y que ella había podido hablar con él por teléfono. Según fuentes rusas, durante su captura tuvo que ser escoltado por vehículos blindados rusos para evitar que la población civil prorrusa en Mariúpol lo linche por supuestos crímenes contra la población prorrusa durante todos sus años al frente del Regimiento Azov de tendencias neonazis. Tras cuatro meses de cautiverio, fue liberado en la noche del 21 de septiembre de 2022. Prokopenko junto a otros más de 200 prisioneros de guerra ucranianos, entre los cuales 108 son integrantes del Regimiento "Azov", fueron intercambiados por el político ucraniano prorruso Víktor Medvedchuk y 55 combatientes rusos.
Todos los liberados regresaron a Ucrania, a excepción de los cinco comandantes de la defensa de Azovstal, quienes, según los acuerdos alcanzados anteriormente con el presidente Erdogán, permanecieron en Turquía «bajo sus garantías personales de protección».
Es allí donde el 3 de octubre de 2022 se desplazaron el jefe de la Oficina del Presidente Andriy Yermak así como los familiares de los cinco comandantes, defensores de la acería Azovstal. Andriy Yermak entregó las condecoraciones de Héroe de Ucrania a los militares en presencia de sus familias. A la ceremonia de condecoración asistió la esposa del presidente Volodímir Zelenski, Olena Zelenska, que días antes había participado en la ceremonia de botadura de la corbeta Hetman Iván Mazepa en un astillero turco. El propio presidente se dirigió a los asistentes vía telefónica.

## Condecoraciones
- La Estrella de Oro de Héroe de Ucrania (19 de marzo de 2022)
- Orden de Bohdán Jmelnitski, de tercer grado (24 de agosto de 2019)
- Medalla por el Servicio Militar a Ucrania (25 de marzo de 2015)[31]